# 부신속질
부신 속질(영어: adrenal medulla) 또는 부신 수질(副腎髓質)은 부신의 안쪽을 차지하는 부분으로, 부신 바깥의 부신 겉질에 둘러싸여 있다. 부신 속질은 흥분된 교감 신경계의 신경자극에 의해 혈액에 스트레스 호르몬인 카테콜아민을 분비한다. 이중 대부분은 에피네프린과 노르에피네프린이다.
부신 속질에서는 교감 신경의 지배하에 아드레날린(에피네프린)과 노르아드레날린이 분비된다. 아드레날린은 교감 신경의 신경 말단에서 분비되는 것과 같은 것으로서, 혈압 상승, 심장 박동 증가 등 교감 신경이 지배하는 기관의 작용을 촉진한다. 또 간의 글리코겐을 분해하여 혈당량을 높여준다. 노르아드레날린은 동맥을 수축함으로써 혈압을 높이는 구실을 한다.

## 같이 보기
- 부신
- 크롬친화세포
- 겉질스테로이드